# Саша Совтић
Саша Совтић (Призрен, 1965 — Косовска Митровица, 2022) био је редовни професор Медицинског факултета Универзитета у Приштини са привременим седиштем у Косовској Митровици.

## Биографија
Рођен је 1965. године у Призрену. Дипломирао је Општу медицину на Медицинском факултету Универзитета у Београду 1991. Четири године касније је одбранио магистратуру у области интерне медицине на Универзитету у Приштини, а 1996. је завршио специјализацију у истој области. Одбраном доктората 1999. године је стекао звање доктора наука.
У звање професора Медицинског факултета Универзитета у Приштини, на Катедри за интерну медицину, је изабран 2011. године.
Преминуо је 2022. у Косовској Митровици где је и живео са супругом и двоје деце. Сахрањен је 23. новембра на гробљу у Рудару.